# Manduca opima
Manduca opima är en fjärilsart som beskrevs av Rothschild och Jordan 1916. Manduca opima ingår i släktet Manduca och familjen svärmare. Inga underarter finns listade i Catalogue of Life.